# صرصوريات الأجنحة
بلاتوبتيرا، أو الصراصير البدائية، هو اسم يطلق على العديد من حشرات «الصرصور» الحفرية المتعلقة بـالصرصور وفرس النبي والأرضة والحشرات العامة التي تشبه الصرصور من حيث المظهر والسلوك. وتقع المجموعة في رتيبة رتبة، على الرغم من أن صفة شبه العرقية في كثير من الأحيان تُعطى بدون تصنيف رسمي. واقتُرحت عدة أسماء بديلة لهذه المجموعة الحفرية، بما في ذلك بلاتوديا، وهو اسم يُستخدم حاليًا للمجموعة التي تشمل الصراصير الحديثة (الرتبة صرصور) إضافة إلى أقربائها الحفرية.

## الوضع المنهجي
من المعتقدات الشائعة أن الصراصير رتبة قديمة من الحشرات، مع وجود أصول لها في العصر الكربوني. ومع ذلك ومنذ منتصف القرن العشرين تم العثور على حشرات صرصور متحجرة في طبقات الحقبة الأولية وأن الحشرات السابقة ليست أسلاف الصراصير الحديثة فقط ولكن أيضًا فرس النبي والأرضة. ويُعتقد أن أصل هذه المجموعات من المخزون البلاتوبتيري والاعتقاد السائد الآن أنها ترجع إلى أوائل العصر الجوراسي؛ وأن أقرب صرصور حديث تم العصور عليه ينتمي إلى العصر الكريتاسي. ولذا فإن «صراصير الحقبة الأولية» ليست صراصير في حد ذاتها، وإنما هي تجمع بارافيليتيك للأقارب البدائيين.

## علم التشريح والعادات
الحفريات المخصصة لـ «الصرصور» تشبه في العموم شكل الصرصور، مع ظهر صدر يشبه القرص يغطي معظم الرأس وقرن استشعار طويل وساقين للحركة وجسم مستوٍ وأجنحة معرقة بشدة مع أجنحة وريدية مقوسة مختلفة عن أجنحة الصرصور الحديث. ومثل الصراصير الحديثة، كانت تلك الصراصير تسكن في النفايات وتعيش على مجموعة واسعة من النباتات والحيوانات الميتة.
وعلى العكس من الصراصير الحديثة، تتميز جميع الصراصير الإناث بأن لها حامل بيض خارجي، وهي إحدى سمات الحشرات البدائية. ومن المحتمل أن تلك الصراصير كانت تضع البيض منفردًا في التربة أو في الشقوق. يمكن رؤية أكياس البيض، التي تُسمى قيض، في الصراصير الحديثة وأقاربها وهي سمة مشتركة جديدة تفصلها عن أجدادها البدائية. وقد تصل بعض الصراصير إلى أحجام كبيرة نسبيًا بالمقارنة مع معظم أقاربها الحديثة، مثل الصراصير الكربونية وأرتشيميلاكريس وأبثوروبلاتينا العصر البرمي، وقد يصل طول الأخير إلى 50 مليمتر. ومع ذلك، لا نعرف أيًا منها قد وصل لأقرب أحجام الأنواع الاستوائية الأكبر في يومنا هذا، «الصراصير العملاقة» الحديثة، مثل صرصور الهسهسة الشهير.